# Jacques Hébertot
Jacques Hébertot, pseudonimo di André Daviel (Rouen, 28 gennaio 1886 – Parigi, 19 giugno 1970), è stato un giornalista, editore e drammaturgo francese.

## Biografia
La famiglia di André Daviel annovera tra i suoi antenati il medico Jacques Daviel, amico di Denis Diderot, e chirurgo di Luigi XV di Francia.   Il giovane André Daviel è nato in una famiglia nobile di abbigliamento, a Rouen. Ha studiato a Rouen al Join-Lambert Catholic College, poi in vari college parigini.
Decisamente anticonformista, quando poteva, si recava ai teatri di Parigi e stringeva amicizia con i giovani dei circoli artistici e con i poeti dell'epoca. Le sue ambizioni artistiche e letterarie preoccupavano il padre, che temeva per la reputazione della sua famiglia. Ecco perché, nel 1903, André Daviel diventò, all'età di 17 anni, Jacques Hébertot: Jacques, in riferimento al nome del suo antenato medico, Hébertot perché apprezzava il nome di questo piccolo villaggio del Pays d'Auge. Ottenne il suo primo successo con una Ballata per il riscatto della casa di Pierre Corneille che venne premiata dalla Revue Picarde et Normande. Durante questo periodo scrisse diverse opere teatrali, soprattutto commedie, fu caporedattore di La Revue Mauve, fondò la rivista L'Âme Normande, pubblicò la raccolta di poesie Poèmes de mon pays, fondò ancora il Teatro d'Arte Regionale Normanno. Dal 1909, all'età di 19 anni, fu membro della "Società degli Autori". Dopo il servizio militare nel 1911, fu assunto come critico drammatico per il quotidiano Gil Blas. Nel 1912 tenne conferenze in Scandinavia nell'ambito dell'Alliance Française. Da questo momento lo vediamo legato al movimento artistico d'avanguardia, e frequentò le "cene Passy" dove incontrò il suo amico d'infanzia, Guillaume  Apollinaire, ma anche Max Jacob, Czesław Miłosz, Erik Satie, Igor' Fëdorovič Stravinskij.
Partecipò alla prima guerra mondiale, durante la quale scrisse articoli per Le Matin, diari di guerra, che riflettevano sulla violenza del conflitto. Terminata la guerra assunse la direzione del Théâtre des Champs-Élysées per ospitarvi i Ballets suédois di Rolf de Maré. In questa sala, e nelle attigue Comédie des Champs-Élysées e Studio des Champs-Élysées, diede un importante contributo al rinnovamento della scena francese, chiamando da Ginevra Georges Pitoëff e offrendo le prime occasioni di far valere le proprie capacità a Louis Jouvet e a Gaston Baty.
Nel 1940 assunse la direzione di un teatro che porta il suo nome e che si è distinto per l'alto livello letterario del repertorio e per il rigore degli spettacoli presentati.

## Opere
- Entre deux tours de valse , commedia in un atto, prima assoluta a Rouen al Théâtre Français, 1904;
- Poèmes de mon Pays raccolta poetica, Éditions Falguière, 1910;
- Polifemo il vittorioso , tragedia creata all'Arènes de Nîmes, 1912;
- Jerdemann  adattamento dopo Hugo von Hofmannsthal, Festival sacré d'Annecy, diretto da Henri Doublier, 1962.